# Gracia Trujillo
Gracia Trujillo Barbadillo es una socióloga, historiadora y activista feminista queer española conocida por sus investigaciones sobre los movimientos sociales, la sociología de la educación y la sociología del género y la sexualidad, en clave interseccional. Sus publicaciones se centran en la política sexual, los movimientos feministas y LGBT y las pedagogías críticas.

## Trayectoria
Se licenció en Historia Moderna y Contemporánea en la Universidad Autónoma de Madrid (UAM), donde posteriormente, en 2007, se doctoró en sociología. En 2001, logró el título de Máster en el Centro de Estudios Avanzados en Ciencias Sociales del Instituto Juan March de Estudios e Investigaciones.
Su carrera como docente le permitió ser profesora visitante en varias universidades fuera de España como la Universidad de Nueva York (NYU), la Universidad de Buenos Aires (UBA), la Facultad Latinoamericana de Ciencias Sociales FLACSO en Quito, la Universidad de Coímbra, el Birkbeck College de la Universidad de Londres y la Universidad Humboldt de Berlín. 
Fue profesora de la Universidad de Castilla-La Mancha. Actualmente es profesora de Sociología en la Universidad Complutense de Madrid (UCM), donde forma parte del Departamento de Sociología Aplicada. Es además docente del Magíster en Género y Cooperación de la Universidad Complutense de Madrid y del programa de doctorado en Género y Feminismos de la UNIA, entre otros postgrados.
Como investigadora, Trujillo participó en proyectos nacionales e internacionales, como grupo de investigación financiado por el Programa Uses of the Past de la red de financiación Humanities in the European Research Area (HERA) y por el Programa Horizonte 2020 de la Unión Europea denominado CRUSEV-Cruising the Seventies: Unearthing Pre-HIV/AIDS Queer Sexual Cultures y ha sido asesora para España en el proyecto financiado por el ERC, Intimate- Citizenship, Care and Choice. The micropolitics of intimacy in Southern Europe. El resultado de sus investigaciones se ha recogido en un amplio número de publicaciones en revistas internacionales y varios libros.

### Activismo
Trujillo es una reconocida activista lesbiana, feminista y queer en España. En los años 90, formó parte del proyecto de la casa okupada de mujeres y centro social autegestionado conocido como la Eskalera Karakola de Madrid. Ha sido cofundadora e integrante de varios colectivos feministas queer, como el Grupo de Trabajo Queer (GTQ), la asamblea Transmaricabollo del Movimiento 15-M y el Orgullo Crítico. Fue también parte de la candidatura de Izquierda Unida en las elecciones municipales de 2011 en Madrid.

## Reconocimientos
En 1998, Gracia Trujillo ganó una beca predoctoral en el Centro de Estudios Avanzados en Ciencias Sociales, de la Fundación Juan March, y en 2001 participó como profesora visitante en el Centro de Estudios de Género y Sexualidad de la Universidad de Nueva York, gracias a la Fundación Caja Madrid. En 2009, el blog Dos manzanas distinguió su libro Deseo y resistencia (1977-2007) Treinta años de movilización lesbiana en el Estado español con el Premio Desayuno en Urano de Ensayo.
El Festival Internacional de Cine LGBT de Extremadura (FanCineGay), que se celebra anualmente, reconoció a Trujillo con el Premio Memoria Necesaria en 2013, por su trabajo de recuperación de la memoria de las organizaciones de mujeres lesbianas de España. Posteriormente, en 2020, recibió el premio de la asociación Bolo Bolo en reconocimiento a su activismo.

## Obra
- 2005 – El eje del mal es heterosexual. Figuraciones, movimientos y prácticas feministas queer. Traficantes de sueños. ISBN 978-84-96453-04-3.[16]
- 2007 – Identidades y acción colectiva un estudio del movimiento lesbiano en España, 1977-1998. Tesis doctoral dirigida por Andrew Richards para la Universidad Autónoma de Madrid.[17]
- 2009 – Deseo y resistencia (1977-2007) Treinta años de movilización lesbiana en el estado español. Egales. ISBN 978-84-92813-02-5.[18]
- 2013 – Las lesbianas (no) somos mujeres. En torno a Monique Wittig. Icaria. ISBN 978-84-9888-538-5.[19]
- 2019 – Fiestas, memorias y archivos. Política sexual disidente y resistencias cotidianas en España en los años setenta. Brumaria. ISBN 978-84-949929-5-7.[20]
- 2019 – Reimaginar la disidencia sexual en la España de los 70. Bellaterra. ISBN 978-84-7290-956-4.[21]
- 2020 – Maternidades Cuir (editora). Egales. ISBN 978-84-17319-92-2.[22]
- 2020 – Queer epistemologies in education. Luso-hispanic dialogues and shared horizons. Palgrave MacMillan. ISBN 978-3-030-50305-5.[23]
- 2022 – El feminismo queer es para todo el mundo. Catarata. ISBN 978-84-1352-395-8.[24]

## Filmografía
- Nosotrxs somos (2018)